# Ilomilo (canción)
«Ilomilo» (estilizado en minúsculas) es una canción de la cantante y compositora estadounidense Billie Eilish coescrita junto a su hermano Finneas O'Connell y producida por el último para su álbum de estudio debut, When We All Fall Asleep, Where Do We Go? (2019). Fue enviada a las estaciones de radio contemporáneas italianas el 10 de abril de 2020 por Universal Music Group; meses después, el 26 de mayo a través de Darkroom en Estados Unidos e Interscope Records, como el séptimo y último sencillo del álbum. Musicalmente es una canción electropop junto a una instrumental con influencia ska, la canción está inspirada por el videojuego de puzle del mismo nombre, videojuego perteneciente a Xbox Game Studios (Microsoft), el cual fue muy fanática.
Las letras de la cantante hablan sobre distintos temas, incluido el miedo a la separación, mientras su voz distorsionada y tartamudeante se canta sobre un bajo igualmente deformado. Con fines promocionales, la pista se interpretó en vivo durante las giras When We All Fall Asleep Tour en 2019 y Where Do We Go? World Tour el año siguiente. El 24 de abril de 2020, se lanzó un visualizador animado para la canción. Durante el lanzamiento del álbum When We All Fall Asleep, Where Do We Go?, alcanzó la posición 62 en la lista Billboard Hot 100 de Estados Unidos y se ubicó en top 40 de Canadá y Australia; también obtuvo disco de oro en estos países.

## Antecedentes y lanzamiento

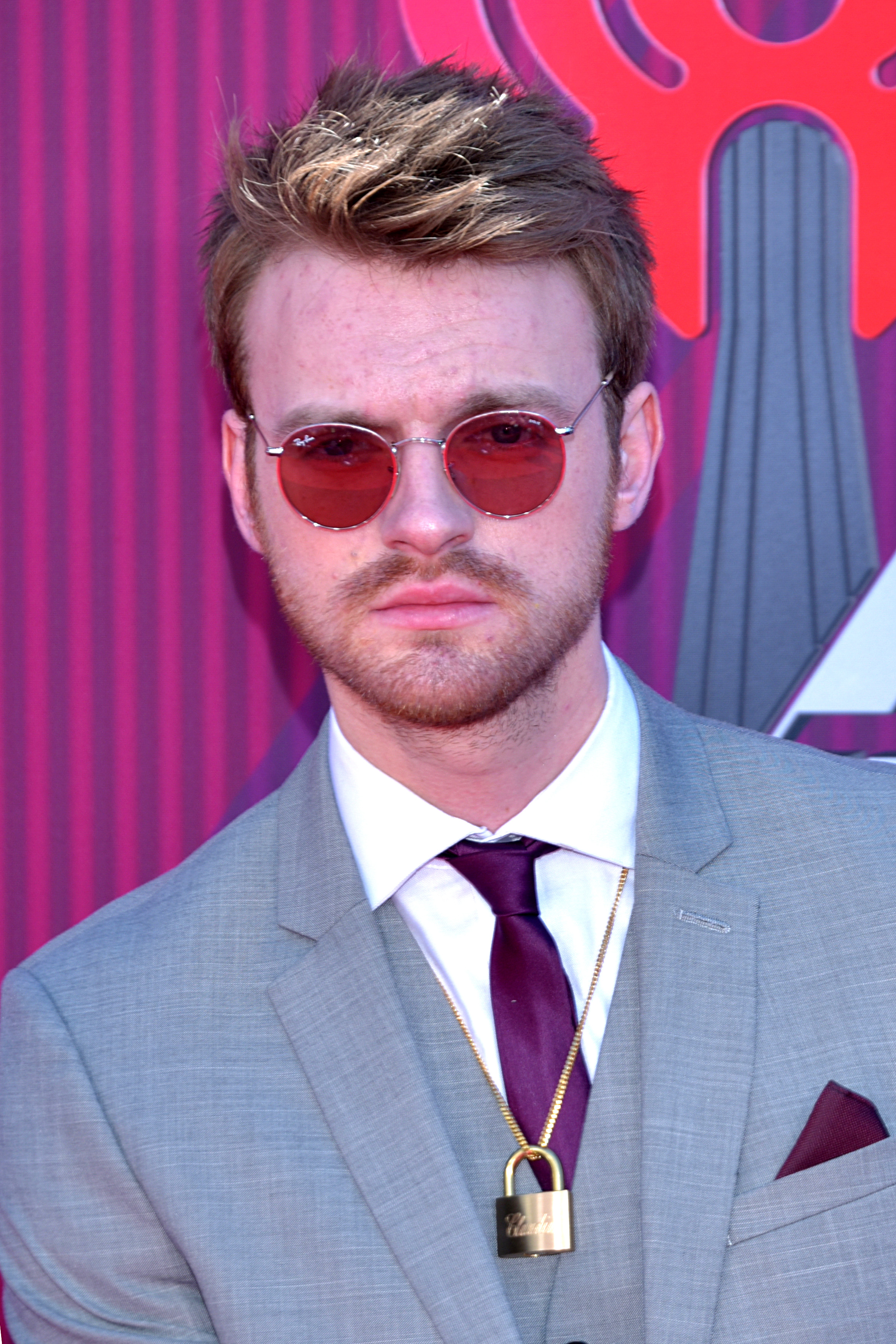
Finneas O'Connell (fotografía) se encargó de la producción y junto a Eilish, la escritura de «Ilomilo».

El 29 de marzo de 2019, se lanzó como la undécima canción en el álbum de estudio debut de Billie Eilish, When We All Fall Asleep, Where Do We Go?. La pista de estaciones de radio contemporáneas italianas el 10 de abril de 2020 por Universal Music Group; más adelante, el 26 de mayo a través de Darkroom en Estados Unidos e Interscope Records, como el séptimo y último sencillo del álbum. Fue escrito por la cantante y su hermano, Finneas O'Connell, quien también la produjo. La masterización y la mezcla estuvo a cargo por el personal de estudio, John Greenham y Rob Kinelski respectivamente. Casey Cuayo se acredita como personal de estudio y como mesclador adicional. El 25 de marzo de 2020, Eilish compartió en una historia de Instagram, una lista de reproducción de sus inspiraciones para la canción, que incluía canciones de XXXTentacion, Kavinsky, Daniel Olsen y Aaron Zigman. Cuando la artista mencionó el sencillo a su madre Maggie Baird, ella describió a este como «ser un padre para ella».

## Composición
Según el sitio web de partituras Musicnotes.com, «Ilomilo» es moderadamente rápido a 120 latidos por minuto (BPM) y se reproduce en la clave de do menor. Las voces de Eilish oscilan entre G3 y Ab 4. La crítica musical describió al tema como una pista electropop de tempo medio. El periodista Jon Pareles de New York Times, señaló el uso de un «latido rápido, casi ska beat» en su instrumentación. A lo largo de la canción, su voz se distorsiona para sonar como si estuviera tartamudeando, y su pista vocal se superpone a un bajo de sonido similarmente deformado y sintetizadores paranoicos.
En abril de 2020, durante una transmisión en vivo de 50 minutos de Verizon, Billie explicó que la pista es sobre «perder a alguien o tener miedo de perder a alguien y es inevitable. Se siente horrible y aterrador. Especialmente cuando pierdes a una persona, es una sensación horrible, así que es la sensación de tener miedo». La cantante reveló que el videojuego de puzle del mismo nombre, cuyo objetivo es reunir a dos personajes llamados «Ilo» y «Milo» que se abrazaron después, fue una gran inspiración para la canción. Los críticos de música han asociado sus letras con el miedo a la separación (en líneas como I don't wanna be lonely —«No quiero estar sola»— y I can't lose another life —«No puedo perder otra vida»—), a una relación fallida (I just wanted to protect you / But now I'll never get to —«Solo quería protegerte / Pero ahora nunca llegaré»—) y pensamientos suicidas (I might break / If you're gonna die not by mistake —«Podría romper / Si vas a morir no por error»—).  Chris DeVille, comentó en una publicación del diario Stereogum, que la canción encuentra a Eilish «en un mundo destrozado por la tragedia». La letra en el segundo verso The friends I've had to bury / They keep me up at night («Los amigos que he tenido que enterrar / Ellos me mantienen despierto por la noche»), hace referencia al sencillo «Bury a Friend» (2019), la canción predecesora en When We All Fall Asleep, Where Do We Go?, que termina con la sección instrumental de apertura de «Ilomilo». En una entrevista en MTV, O'Connell dijo que las dos canciones solo se referían entre sí con el propósito de hacer que el álbum fuera coherente, y que no estaban vinculadas de ninguna otra manera.

## Recepción
«Ilomilo» recibió juicios positivas de los críticos musicales. Libby Torres de Insider, llamó a la pista «pegajosa» y consideró que su letra «[hace] [su] mejor esfuerzo para analizar el vacío dejado por alguien importante», e «increíblemente identificable». Jason Lipshutz de Billboard también comentó la letra, que describió como «propulsiva». Sam Prance de PopBuzz definió a la producción de la pista como «inteligente». Madeline Roth de MTV llamó a la canción un «ritmo atronador», mientras que Deville la describió como «deslizante». Sean Ward escribiendo para The Line of Best Fit, interpretó a «Ilomilo» como «inquietante». Jasmin Cowan de Clash describió a la canción como de «cuna ansiosa». Mientras que el personal de NME, quienes llamaron a esta de «apropiada», comentaron mientras escuchas la pista, tu «interés por «Ilomilo» solo aumentará cuando más la escuches». Curtis Dinwiddie de Eastern Echo elogió la voz de Eilish en el sencillo y vio a esta de sus favoritas en el álbum.
Tras el lanzamiento de When We All Fall Asleep, Where Do We Go?, «Ilomilo» debutó en el puesto 62 de la lista estadounidense de Billboard Hot 100. Al mismo tiempo, Eilish rompió el récord de más entradas simultáneas en el Hot 100 para una artista femenina. Luego del lanzamiento a la radio alternativa estadounidense, alcanzó su punto máximo la lista de Alternative Airplay con el puesto 25 y el 30 en el Hot Rock & Alternative Songs. Obtuvo disco de oro por el Recording Industry Association of America (RIAA) que denota ventas equivalentes a pista de 500 000 unidades basadas en ventas y emisión en línea (streaming) en Estados Unidos. «Ilomilo» figuró entre los primeros 20 de Lituania y Letonia. Además alcanzó su punto máximo dentro del top 40 en Australia y Canadá, también logró conseguir un disco de oro por Music Canada (MC), la Australian Recording Industry Association (ARIA) y la Federación de la Industria Musical Italiana (FIMI). Alcanzó modestas posiciones en Alemania, Suecia y los Países Bajos, entre otros. La canción logró un éxito moderado en el Reino Unido, en la que alcanzó el puesto 37 en la lista Official Audio Streaming.

## Presentaciones en vivo y otros usos

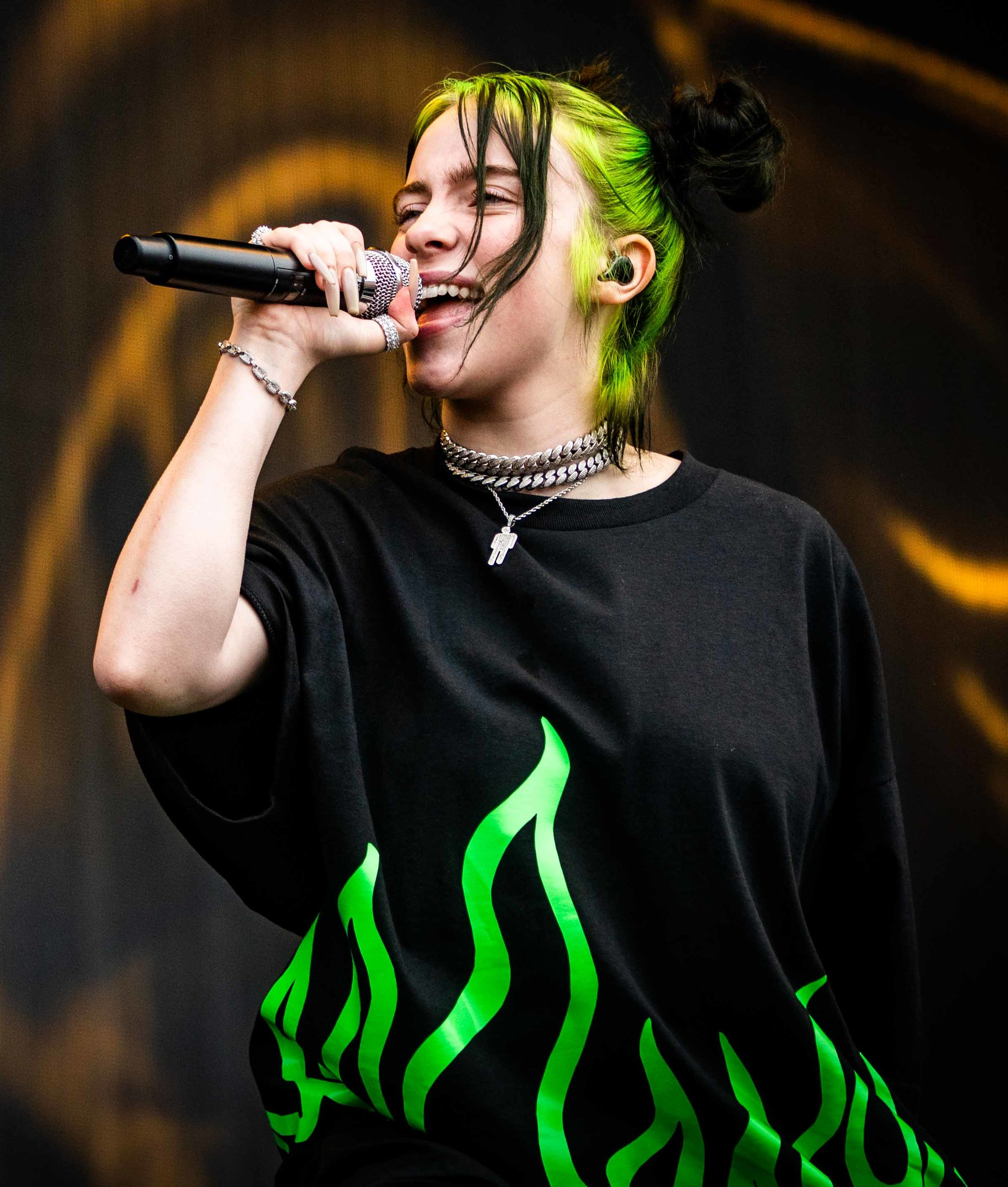
Eilish en el festival Pukkelpop, agosto de 2019.

Para promover la canción, Eilish la presentó en el Festival de Música y Artes de Coachella Valley en abril, en el Festival de Glastonbury en junio y en Pukkelpop en agosto de 2019. «Ilomilo» fue incluida en el setlist de la gira When We All Fall Asleep Tour del mismo año. En diciembre, interpretó el tema en el Steve Jobs Theatre durante el evento Apple Music Awards anuales después de que ganó el premio al artista del año, con O'Connell tocando el piano. La canción también se incluyó en la lista de canciones de su gira Where Do We Go? World Tour de 2020. En abril, Billie y Finneas interpretaron la canción durante la transmisión en vivo de 50 minutos de Verizon.
En marzo, el grupo estadounidense Pentatonix grabó una versión de «Ilomilo» exclusivamente para la aplicación de mensajería instantánea WhatsApp usando tecnología 8D. El 24 de abril se lanzó en el canal de Eilish un visualizador animado acompañando la canción, que representa a criaturas de aguas profundas.

## Posicionamiento en listas
| Listas (2019-2021)                              | Mejor posición |
| ----------------------------------------------- | -------------- |
| Alemania (Media Control Charts)                 | 98             |
| Australia (ARIA)                                | 23             |
| Canadá (Canadian Hot 100)                       | 38             |
| Eslovaquia (Singles Digitál Top 100)            | 19             |
| Estados Unidos (Billboard Hot 100)              | 62             |
| Estados Unidos (Rock Airplay)                   | 48             |
| Estados Unidos (Hot Rock & Alternative Songs)   | 30             |
| Estonia (Eesti Ekspress)                        | 13             |
| Grecia (International Digital Singles)          | 25             |
| Hungría (Stream Top 40)                         | 24             |
| Italia (FIMI)                                   | 94             |
| Letonia (LAIPA)                                 | 15             |
| Lituania (AGATA)                                | 13             |
| Países Bajos (Single Top 100)                   | 63             |
| Portugal (AFP)                                  | 55             |
| Reino Unido Streaming (Official Charts Company) | 37             |
| República Checa (Singles Digitál Top 100)       | 32             |
| Rusia Airplay (Tophit) No oficial MBNN Remix    | 7              |
| Suecia (Sverigetopplistan)                      | 63             |
| Ucrania Airplay (Tophit) No oficial MBNN Remix  | 12             |

| País (Lista 2019)                            | Posición |
| -------------------------------------------- | -------- |
| Portugal (AFP)                               | 507      |
| País (Lista 2020)                            | Posición |
| Rusia CIS (Tophit) No oficial MBNN Remix     | 53       |
| Rusia Airplay (Tophit) No oficial MBNN Remix | 49       |

## Certificaciones
| País (organismo certificador) | Certificación | Unidades certificadas |
| ----------------------------- | ------------- | --------------------- |
| Australia (ARIA)              | Oro           | 35 000                |
| Canadá (Music Canada)         | Oro           | 40 000                |
| Estados Unidos (RIAA)         | Oro           | 500 000               |
| Italia (FIMI)                 | Oro           | 35 000                |
| Polonia (ZPAV)                | Oro           | 10 000                |
| Reino Unido (BPI)             | Plata         | 200 000               |

## Historial de lanzamiento
| País           | Fecha               | Formato                       | Discográfica         |
| -------------- | ------------------- | ----------------------------- | -------------------- |
| Varios         | 29 de marzo de 2019 | Descarga digital, streaming   | Darkroom, Interscope |
| Italia         | 10 de abril de 2020 | Hit contemporáneo de la radio | Universal            |
| Estados Unidos | 26 de mayo de 2020  | Radio Alternativa             | Darkroom, Interscope |

## Créditos y personal
- Casey Cuayo: asistente de mezcla y personal de estudio
- Billie Eilish: voz y composición
- John Greenham: ingeniero de masterización y personal de estudio
- Rob Kinelski: mezcla y personal de estudio
- Finneas O'Connell: productor y composición

Créditos adaptados de Tidal y de las notas de álbum de When We All Fall Asleep, Where Do We Go?.